# Parapelophryne scalpta
Genre
Espèce
Synonymes
- Nectophryne scalptus Liu & Hu in Liu, Hu, Fei & Huang, 1973

Statut de conservation UICN

 EN B1ab(iii) : En danger
Parapelophryne scalpta, unique représentant du genre Parapelophryne, est une espèce d'amphibiens de la famille des Bufonidae.

## Répartition
Cette espèce est endémique de l'île de Hainan en Chine. Elle se rencontre entre 350 et 1 400 m d'altitude sur les monts Wuzhi et Diaolu. 

## Publications originales
- Fei, Ye & Jiang, 2003 : A new bufonid genus Parapelophryne from China (Amphibia, Anura). Acta Zootaxonomica Sinica, vol. 28, no 4, p. 762-766.
- Liu, Hu, Fei & Huang, 1973 : On collections of amphibians from Hainan Island. Acta Zoologica Sinica, vol. 19, no 4, p. 385-404.